# 卡賴班巴區
14°22′37″S 73°09′40″W / 14.37694°S 73.16111°W
卡賴班巴區（西班牙語：Distrito de Caraybamba），是秘魯的一個區，位於該國南部阿普里馬克大區的艾馬賴斯省，始建於1956年12月14日，面積234.9平方公里，海拔高度3,310米，2005年人口1,307，人口密度每平方公里5.6人。